# شعب المناخ (القفر)

تعديل مصدري - تعديل

شعب المناخ محلة تابعة لقرية معينة، التابعة لعزلة بني مهدى بمديرية القفر إحدى مديريات محافظة إب في الجمهورية اليمنية، بلغ تعداد سكانها 28 حسب تعداد اليمن لعام 2004.